# Ель-Фрасно
Ель-Фрасно (ісп. El Frasno) — муніципалітет в Іспанії, у складі автономної спільноти Арагон, у провінції Сарагоса. Населення — 476 осіб (2010).
Муніципалітет розташований на відстані близько 220 км на північний схід від Мадрида, 60 км на південний захід від Сарагоси.
На території муніципалітету розташовані такі населені пункти: (дані про населення за 2010 рік)
- Алуенда: 12 осіб
- Ель-Фрасно: 403 особи
- Інохес: 50 осіб
- П'єтас: 11 осіб

## Демографія
Динаміка населення (INE ):